# Leptotarsus (Phymatopsis) nigrirostris
Leptotarsus (Phymatopsis) nigrirostris is een tweevleugelige uit de familie langpootmuggen (Tipulidae). De soort komt voor in het Australaziatisch gebied.